# Scotocyma idioschema
Scotocyma idioschema là một loài bướm đêm trong họ Geometridae.